# Myrmeleomastax pulvinella
Myrmeleomastax pulvinella is een rechtvleugelig insect uit de familie Eumastacidae. De wetenschappelijke naam van deze soort is voor het eerst geldig gepubliceerd in 1984 door Yin.